# Zoege von Manteuffel
Zoege von Manteuffel (ou Zöge von Manteuffel) est le patronyme d'une ancienne famille de la noblesse germano-balte de Livonie qui a essaimé en Suède, avec une branche issue d'Otto Jakob Zoege von Manteuffel qui se fait inscrire dans les registres de la noblesse suédoise en 1751; en Allemagne et en Russie impériale.

## Historique
L'orthographe a varié selon les époques en Soye, Soeghe, Zoege, ou Szoege. Manteuffel est ajouté en Courlande et dans le Wierland au XVIIe siècle, et dans le gouvernement de Livonie au XVIIIe siècle.
La famille Zege est probablement originaire de Stralsund ou de l'île de Rügen en Poméranie. Un document de Jaromar II de Rügen fait mention entre 1248 et 1252 d'un vassal de l'église de Schwerin, un chevalier Tiederikus Zeuge. Le registre foncier de Stralsund de 1281 mentionne un Wilbrandus Tsoje ainsi qu'un Hermannus Tsoge en 1296. 

En 1325 est mentionné Gerhard Zoye parmi les 40 vassaux danois de Virumaa, en Livonie, chargés de collecter 2.000 marcs d'argent pour le roi Christophe II de Danemark.

La famille est incluse dans la noblesse de Courlande le 17 octobre 1620. Une charte du roi suédois Gustav III de 1772 accorde au lieutenant-général Otton Jacob Zege-von-Manteuffel et à ses descendants de titre de baron suédois.

La Russie impériale reconnaît le titre de baron en 1853 et 1862, en la personne du lieutenant Nikolai Georgievich Tsege-von-Manteuffel.
 
Par une charte d'avril 1759 l'empereur du Saint-Empire François Ier élève Gotgard Johann Andreevich Tsege-von-Manteuffel (1690-1763) et ses descendants à la dignité de comte du Saint-Empire. Le 15 mars 1762, la dignité de comte est autorisée par le tsar de Russie.

## Personnalités
- Magdalena Soye, dernière abbesse de l'abbaye Sainte-Brigitte à partir de 1564.
- Karl Zoege († 1578), préfet du diocèse (Stiftsvogt en allemand) de Piltene (1561–1578), temporairement "régent" de Piltene avec son frère Johann Zoege (ou Soye) ((† 1583) et conseiller du duc Magnus de Holstein.
- Otto Zöge († 1706), rittmeister, seigneur de Kodasoo.
- Bengt Fabian Zöge († 1737), général de division.
- Otto Zöge von Manteuffel († 1721, Stockholm), colonel de la "Noble bannière d'Estonie".
- baron Otto Jacob Zoege von Manteuffel (de) (1718–1796), diplomate et général suédois. Fait baron suédois (freiherr) en 1772. Sans postérité.
- Hélène Zoege von Manteuffel (1773-1842), épouse de Gerhard von Kügelgen.
- Peter Otto Zoege von Manteuffel (et) (1777–1847), propriétaire foncier et compositeur germano-balte.
- Nikolai Zoege von Manteuffel (ru) (1827–1889), lieutenant général russe, il participa à la conquête russe du Turkestan et à la guerre russo-turque de 1877-1878. Récipiendaire des ordres de de Saint-Stanislas (1ère classe, 1771), de Sainte-Anne (1ère classe, 1774), de l'Ordre de l'Aigle blanc (1883) et de Saint-Alexandre Nevski (1888), de l'Ordre de l'Aigle rouge  de Prusse (3e classe, 1858) et de celui de la Couronne de Wende.
- Alexander Petrovitch Zoege von Manteuffel (1835–1899), écrivain russe (russe : Александр Петрович Цёге-фон-Мантейфель).
- baron Gustaw Manteuffel (pl) (1832-1916), avocat, historien et ethnologue polonais qui a étudié à l'Université de Tartu.
- baron Taddaeus Julius Joseph Manteuffel (en) (1902-1970), historien polonais, professeur agrégé à l'Université de Varsovie. Frère du suivant.
- baron Leon Manteuffel-Szoege (1904-1973), cardiologue polonais. Frère du suivant.
- baron Edward Manteuffel-Szoege (en) (1908-1940), artiste polonais, il participe aux compétitions artistiques des Jeux olympiques d'été de 1936. Arrêté en 1940 par le NKVD, il est assassiné par les soviets.
- Werner Zoege von Manteuffel (1857-1926), chirurgien, médecin-major général de l'armée estonienne.
- Claus Zoege von Manteuffel, journaliste.
- Ebehard Zoege von Manteuffel, membre de la société des fructifiants.
- Emilie Zoege von Manteuffel (1787-1835), épouse de Karl von Kügelgen.
- Felix von Manteuffel (1945-), acteur.
- Kurt Zoege von Manteuffel, historien d'art.
- Peter Zoege von Manteuffel (1866-1914), écrivain.
- Ursula Zoege von Manteuffel (1850-1910), auteur du récit en deux volumes Seraphine (1886)

### Branche comtale
- Andreas Zöge von Manteuffel (1665–1706), colonel suédois, seigneur de Muuga, Vinni et Kilts. Père du suivant.
- comte Gotthard von Manteuffel (et) (né Zöge von Manteuffel) (1690–1763), conseiller provincial de la confrérie de la Chevalerie estonienne, seigneur-châtelain de Muuga, Kiltsi, Pajaka (et) et Palvere (et). Elevé au rang de comte en 1759. Fondateur des domaines de Puurmani (et), Härjanurme (et), Jõgeva (et) et Pakaste (et). Père du suivant.
- comte Andreas von Manteuffel (et) (1714-1768), lieutenant-général russe. Père du suivant.
- comte Gotthard II von Manteuffel (et), sénateur de l'Empire russe, ingénieur et membre du conseil de construction de Tartu. Chevalier 1re classe de l'Ordre de Sainte-Anne (1801). Père du suivant.
- comte Gotthard III von Manteuffel (et) (1795–1849), major général russe avec le titre de conseiller d'État véritable. Il fut notamment l'assistant spécial du ministre de la Guerre Tatishchev puis aide-de-camp de Nicolas Ier. Il participa à la guerre russo-turque de 1828-1829 et à la répression des rébellions polonaise et lituanienne. Célibataire et sans enfant, il fut surnommé à la fin de sa vie le "comte fou", autant en raison de ses facéties que de sa cruauté.
- comte Ernst Gotthard von Manteuffell (1801-1880), lieutenant russe, seigneur de Saare, Kudina, Ranna, Jõe et Halliku. Frère du précédent et père du suivant.
- comte Ernst Gotthard II von Manteuffell (1844–1922), 5e seigneur du majorat de Puurman, Härjanurme, Jõgeva et Pakaste.
- comte Karl Reinhold von Manteuffel (1721–1779), lieutenant-colonel russe, seigneur de Palvere, Kiltsi et Aavere.
- comte Peter von Manteuffel (de) (1768–1842), nouvelliste et poète germano-balte.
- comte Ludwig Wilhelm von Manteuffel (1726–1792), commandant russe, conseiller foncier de Livonie pour le district de Võnnu et membre du Collège des conseillers fonciers de Livonie, seigneur de Metsküla, Bērzaune.
- comte Peter von Manteuffel (de) (1771–1813), major général russe et commandant du régiment de dragons de Saint-Pétersbourg. Récipiendaire de l'Ordre impérial et militaire de Saint-Georges (3e classe, 1808), de l'Ordre de Saint-Alexandre Nevski (1807) et de celui de Saint-Vladimir (3e classe, 1810).

## Anciens domaines
- Domaine d'Eyefer
- Domaine de Mecks
- Domaine de Münkenhof

## Homonyme
- Famille von Manteuffel